# Bronson (film)
Bronson è un film del 2008 diretto da Nicolas Winding Refn.
Il film ha per protagonista l'attore britannico Tom Hardy, che interpreta il feroce criminale Michael Gordon Peterson, meglio conosciuto come Charles Bronson e noto soprattutto per aver trascorso gran parte della sua vita in carcere, passando oltre trent'anni in isolamento. Bio-pic fuori dagli schemi, raccontato senza una precisa cronologia, alterna momenti di estrema violenza a scene umoristiche al limite del grottesco.

## Trama
Proveniente da una buona famiglia borghese, il giovane Michael Gordon Peterson ha da sempre manifestato atteggiamenti aggressivi che lo hanno portato più volte ad atti di violenza fisica, segno della sua spasmodica ricerca di notorietà e affermazione personale. Dopo essersi sposato e avere messo al mondo un bambino, nel 1974, dopo una piccola rapina a un ufficio postale, gli si spalancano le porte del carcere.
Condannato a scontare una pena di sette anni, la smania di essere al centro dell'attenzione non accenna a placarsi: si macchia così di una serie di violenze perpetrate ai secondini e ad altri detenuti, spadroneggiando all'interno del carcere (che definisce una camera d'albergo) e diventando l'idolo degli altri detenuti. Le autorità decidono quindi di trasferirlo in diversi penitenziari, nella speranza di calmare la sua violenza, ma ogni tentativo è vano; successivamente viene internato in un ospedale psichiatrico, dove gli vengono iniettate alte dosi di sedativi e dove - per uscirne - tenta di strangolare un paziente che aveva ammesso di essere un pedofilo, per poi tornare in carcere.
Dopo diversi anni torna in libertà sulla parola e va a vivere da suo zio a Luton, dove inizia ad appassionarsi alla boxe a mani nude, cambiando il proprio nome in Charles Bronson in omaggio al famoso attore. La sua carriera di pugile finisce in fretta dopo essersi innamorato di una donna per la quale ruba un anello di fidanzamento e proprio per questo furto viene nuovamente arrestato. Qui si rende nuovamente protagonista di atti di violenza nei confronti delle guardie e rimane inoltre coinvolto in una rivolta dove prende in ostaggio un bibliotecario, scatenando poi l'ennesima rissa contro agenti antisommossa. Proprio per questi motivi la sua condanna viene estesa, passando oltre trent'anni della sua vita in isolamento, periodo in cui inizia a interessarsi all'arte.

## Produzione
Per prepararsi al meglio al ruolo Tom Hardy ha incontrato Charles Salvador in prigione e ha modificato notevolmente il suo corpo, ingrassando e aumentando la massa muscolare. Le riprese del film si sono svolte principalmente nella contea di Nottinghamshire.

## Distribuzione
Nell'ottobre del 2008 il film è stato presentato in anteprima al London Film Festival, mentre nel gennaio 2009 ha partecipato al Sundance Film Festival. Ha debuttato nelle sale cinematografiche britanniche il 13 marzo 2009 e in quelle statunitensi il 9 ottobre 2009.
In Italia, dopo la presentazione al ventisettesimo Torino Film Festival, il film è stato distribuito dalla OneMovie il 10 giugno 2011, a seguito della vittoria di Refn al Festival di Cannes del premio come miglior regista per Drive.

## Accoglienza

### Incassi
La pellicola ha incassato un totale di 2260712 $, di cui 104979 $ negli Stati Uniti e 2155733 $ nel resto del mondo.

### Critica
Sull'aggregatore di recensioni Rotten Tomatoes, Bronson ha una percentuale di gradimento del 76%, con un voto medio di 6,5 su 10 basato su 83 recensioni. Su Metacritic ha un punteggio di 71 su 100 basato su 22 recensioni.

## Riconoscimenti
- 2009 – British Independent Film Award
  - Miglior attore a Tom Hardy
- 2009 – Sydney Film Festival
  - Miglior film